# Masacre del Complejo de Alemão de 2007

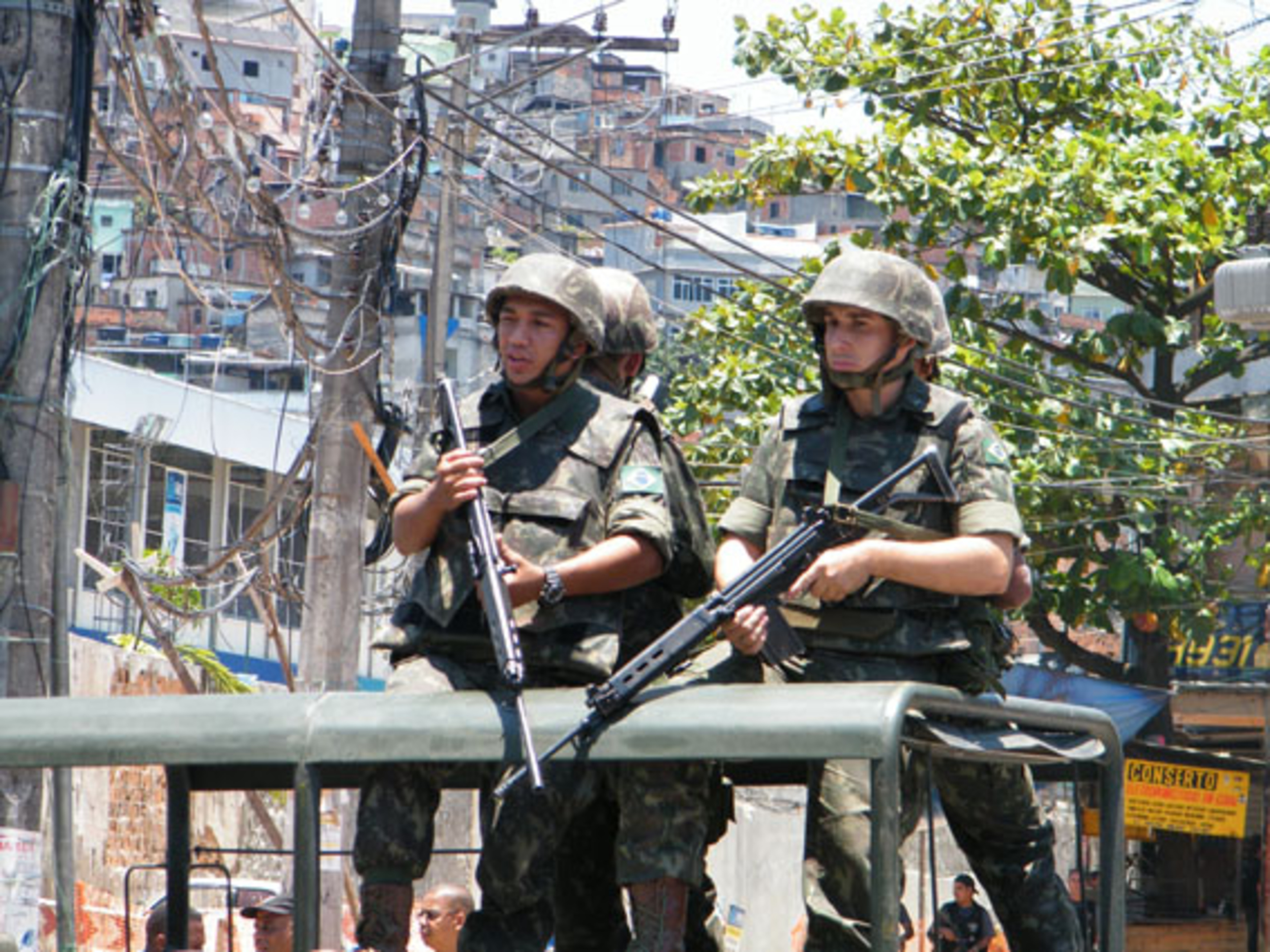
Militares en Río de Janeiro.

La masacre en el Complejo de Alemão fue el resultado de un 
actual conflicto que comenzó el 2 de mayo de 2007 donde hubo un enfrentamiento entre narcotraficantes y autoridades oficialistas de la policía local del Complejo de Alamão, barrio de favelas ubicado en la ciudad de Río de Janeiro (Brasil), región nororiental de la ciudad. La masacre ocurrió el 27 de junio de 2007, cuando una enorme operación liderada o encabezada por la Policía militar (Fuerza Nacional de Seguridad Pública) enfrentó a los narcotraficantes abriendo fuego, donde hubo diecinueve personas muertas y otras resultaron heridas en los tiroteos efectuados con ametralladoras y pistolas de los grupos oficialistas. Los abogados de la Orden de Abogados del Brasil publicaron un reporte acerca del asesinato de personas inocentes que no estaban involucradas en el narcotráfico. Desde el inicio hasta el final de los Juegos Panamericanos 2007, que se llevaron en Río de Janeiro, se colocó un gran asedio policial para garantizar la seguridad del evento internacional, según como dicen algunos. Un reporte reciente publicado por el gobierno federal reveló que hubo ejecuciones durante la operación.

## Víctimas

### Heridos
El partido político PSTU, publicó en la website una lista de las personas que salieron heridas durante el suceso del 27 de junio, entre los heridos incluyen a 5 menores de edad y 5 mayores de edad, entre los menores de edad se encuentran una niña de 8 años, una joven de 12 años y tres jóvenes, uno de 13 años y otros dos de 17. Las otras víctimas que salieron heridas durante la masacre fueron 3 mujeres y 2 hombres.

### Muertes
Según la cifra total hubo más de 60 personas muertas, las primeras personas murieron el 2 de mayo, con el tiroteo efectuado por la policía local del Complejo de Alamão, que mataron a más de 40 personas y las personas que murieron tras la operación efectuada por la Policía militar el día 27 de junio, que mataron a más de veinte personas.

## Violación de los derechos del niño
La operación de la Policía militar violó las leyes de la Convención de los Derechos del Niño en varios aspectos, asesinando a menores de edad con ametralladoras y pistolas. El UNICEF criticó la operación de la Policía militar por el asesinato de millares de niños que se quedaron sin clases por largo tiempo desde el inicio del conflicto entre narcotraficantes y policías locales.

## Respuestas gubernamentales

### Publicación del Gobierno federal
Según el gobierno federal publicó que las personas muertas recibieron 3,84 tiros. También el gobierno federal publicó que las personas que habían sido víctimas de la masacre recibieron disparos en la parte superior del cuerpo y en la cabeza. A partir de esos indicios, la relación concluyó publicando que hubo ejecuciones durante la operación.

### Respuestas del Gobierno estatal
Según José Mariano Beltrame, responsable del Departamento de Seguridad Pública del estado de Río de Janeiro, respondió al informe del gobierno federal que los hechos se llevaron debido a las presiones de las personas interesadas en los delitos de las causas justas de los derechos humanos. También el gobierno estatal informó que el informe dado por el gobierno federal revela muy poco sobro los hechos, y que causa confusión. Y también según el gobierno estatal, descalificó en el informe el hecho de que los médicos-legistas no visitarán la ciudad después de la operación.

### LaONU
Phillip Alston, relator de la ONU (Organización de las Naciones Unidas) y especialista en las ejecuciones, extrajudiciales y arbitrarias, visitó el Complejo de Alemão el 10 de noviembre de 2007 para analizar si las personas muertas fueron ejecutadas, como acusa el informe del SEDH. El 12 de noviembre, Alston afirmó que no escuchó ningún argumento válido relacionado con las ejecuciones de la Policía Militar.
- Datos: Q5156631